# 莱斯利·沙茨
莱斯利·沙茨（英語：Leslie Shatz）为一位美国音频工程师。他凭电影《木乃伊》获得过1次奥斯卡最佳音响效果奖提名。自1971年起沙茨参与制作过180多部电影。

## 精选影视作品
- 《木乃伊》 (1999)